# Europees kampioenschap hockey mannen 2007
Het Europees kampioenschap hockey voor mannen (2007) voor A-landen vond plaats van zondag 19 augustus tot en met zondag 26 augustus 2007 in Manchester, Engeland. Het was de elfde editie van dit internationale sportevenement. Het toernooi stond onder auspiciën van de Europese hockey federatie (EHF). Titelverdediger was Spanje, de Europees kampioen van 2005. Nederland onttroonde Spanje in de finale en werd na 20 jaar weer Europees kampioen.
De top 3 van dit kampioenschap kwalificeerde zich voor de Olympische Zomerspelen 2008 in Peking.
Alle genoemde tijdstippen zijn in MEZT (=lokale tijd +1 uur).

## Uitslagen voorronde

### Groep A
| Team      | G | W | GL | V | P | DV | DT |
| --------- | - | - | -- | - | - | -- | -- |
| Duitsland | 3 | 2 | 1  | 0 | 7 | 10 | 2  |
| België    | 3 | 1 | 2  | 0 | 5 | 10 | 4  |
| Engeland  | 3 | 1 | 1  | 1 | 4 | 9  | 5  |
| Tsjechië  | 3 | 0 | 0  | 3 | 0 | 0  | 18 |

| zo 19-08 | 11:00 | Duitsland | Tsjechië  | 5 - 0 |
|          | 13:00 | Engeland  | België    | 2 - 2 |
| ma 20-08 | 18:00 | Duitsland | België    | 2 - 2 |
|          | 20:00 | Engeland  | Tsjechië  | 7 - 0 |
| wo 22-08 | 16:00 | Tsjechië  | België    | 0 - 6 |
|          | 20:00 | Engeland  | Duitsland | 0 - 3 |

### Groep B
| Team      | G | W | GL | V | P | DV | DT |
| --------- | - | - | -- | - | - | -- | -- |
| Nederland | 3 | 3 | 0  | 0 | 9 | 13 | 5  |
| Spanje    | 3 | 1 | 1  | 1 | 4 | 9  | 5  |
| Frankrijk | 3 | 1 | 0  | 2 | 3 | 4  | 14 |
| Ierland   | 3 | 0 | 1  | 2 | 1 | 1  | 3  |

| zo 19-08 | 15:00 | Spanje    | Ierland   | 1 - 1 |
|          | 17:00 | Nederland | Frankrijk | 8 - 3 |
| di 21-08 | 10:00 | Spanje    | Frankrijk | 6 - 0 |
|          | 12:00 | Nederland | Ierland   | 1 - 0 |
| wo 22-08 | 14:00 | Frankrijk | Ierland   | 1 - 0 |
|          | 18:00 | Spanje    | Nederland | 2 - 4 |

## Plaats 5 t/m 8
De nummers 3 en 4 uit beide groepen spelen ieder nog twee wedstrijden tegen de ploegen waar ze nog niet tegen gespeeld hebben. Voor elke ploeg geldt dus dat ze tegen de twee ploegen spelen uit de andere groep. Het klassement voor de plaatsen 5 tot en met 8 werd dan opgemaakt met deze wedstrijden, maar ook de wedstrijd tegen de groepsgenoot uit de voorronde telt mee in het klassement.
De teams die als zevende en achtste eindigen degraderen uit de A-groep en komen de volgende keer uit op het Europees kampioenschap voor B-landen.

### Groep C
| Team      | G | W | GL | V | P | DV | DT |
| --------- | - | - | -- | - | - | -- | -- |
| Engeland  | 3 | 2 | 1  | 0 | 7 | 15 | 1  |
| Frankrijk | 3 | 2 | 0  | 1 | 6 | 4  | 7  |
| Ierland   | 3 | 1 | 1  | 1 | 4 | 11 | 2  |
| Tsjechië  | 3 | 0 | 0  | 3 | 0 | 0  | 20 |

| vr 24-08 | 13:00 | Engeland  | Ierland   | 1 - 1  |
|          | 15:00 | Frankrijk | Tsjechië  | 3 - 0  |
| zo 26-08 | 10:00 | Tsjechië  | Ierland   | 0 - 10 |
|          | 12:00 | Engeland  | Frankrijk | 7 - 0  |

## Plaats 1 t/m 4
| vr 24-08 | 17:00 | Nederland | België    | 7 - 2                                   |
| | 19:30 | Duitsland | Spanje    | 3 - 3 (Spanje wint na strafballenreeks) |
| Troostfinale |       |           |           |                                         |
| zo 26-08 | 14:00 | België    | Duitsland | 4 - 3                                   |
| Jérôme Truyens maakte voor België het beslissende doelpunt op 4 seconden van het einde en schoot daarmee de Belgische ploeg naar de Olympische Spelen |       |           |           |                                         |
| Finale |       |           |           |                                         |
| zo 26-08 | 16:30 | Nederland | Spanje    | 3 - 2                                   |
| De Nederlandse treffers kwamen van Matthijs Brouwer en tweemaal Taeke Taekema. Taekema was met zestien doelpunten topscorer van het toernooi.         |       |           |           |                                         |

| Europees kampioen 2007 |
| ---------------------- |
|                        |
| Nederland Derde titel  |

## Eindrangschikking
| rang   | land      |
| ------ | --------- |
| Goud   | Nederland |
| Zilver | Spanje    |
| Brons  | België    |
| 4      | Duitsland |
| 5      | Engeland  |
| 6      | Frankrijk |
| 7      | Ierland   |
| 8      | Tsjechië  |

Ierland en Tsjechië degraderen uit de A-Groep en spelen in 2009 op het Europees kampioenschap voor B-landen.
België, Nederland en Spanje wisten zich te plaatsen voor de Olympische Zomerspelen van 2008 in Peking.